# Noel (álbum)
| Críticas profissionais | Críticas profissionais |
| Avaliações da crítica  | Avaliações da crítica  |
| Fonte                  | Avaliação              |
| ---------------------- | ---------------------- |
| allmusic               | link                   |

Noel é o primeiro álbum do cantor Noel, lançado em 1988 pela 4th & B'way Records. O álbum contem quatro singles. O álbum conseguiu a posição #126 na Billboard 200.
O primeiro single, "Silent Morning", é o seu single de maior sucesso até hoje. Alcançou o posição #47 na Billboard Hot 100 em 1987. O segundo single, "Like a Child, também se tornou muito popular e foi seu primeiro single a chegar a primeira posição na parada musical dance dos Estados Unidos. O terceiro single, "Out of Time", não entrou na Billboard Hot 100 mas foi o segundo single a alcançar o topo da parada musical dance e o último a participar dela. O quarto single, "Change", não fez o mesmo sucesso que os singles anteriores.

## Faixas
| N.º | Título                | Duração |  |
| 1.  | "Silent Morning"      | 4:26    |  |
| 2.  | "Fire to Ice"         | 5:27    |  |
| 3.  | "To Be with You"      | 3:55    |  |
| 4.  | "Out of Time"         | 5:03    |  |
| 5.  | "Change"              | 4:12    |  |
| 6.  | "Like a Child"        | 5:19    |  |
| 7.  | "Fallen Angel"        | 6:17    |  |
| 8.  | "City Streets"        | 3:57    |  |
| 9.  | "What I Feel for You" | 5:37    |  |

Edição do Japão
| N.º | Título                   | Duração |  |
| 10. | "Out of Time" (Club Mix) | 7:18    |  |

## Desempenho nas paradas musicais
| Parada musical (1988)          | Melhor posição |
| ------------------------------ | -------------- |
| Estados Unidos (Billboard 200) | 126            |